# Faldir Chahbari
Faldir Chahbari (Ijermaouas, 30 augustus 1979) is een Marokkaans-Nederlands voormalig vechtsporter. Hij behaalde verschillende titels in het Muay Thai en kickboksen en werd onder andere wereldkampioen in het weltergewicht bij de bonden IFMA en WFCA..
Chahbari is blind aan zijn linkeroog, maar vecht ondanks deze handicap op wereldniveau. Zelf zei hij daarover: "Ik ervoer het van jongs af aan zelf niet als een handicap, ook niet in de ring. Terecht, bleek uit oogtesten. Ik zie blijkbaar bijzonder scherp met mijn andere oog. En je past je stijl enigszins aan, ontwikkelt goede reflexen. Eigenlijk zit er voor mij geen nadeel aan. Ik heb nog nooit een partij verloren door mijn blindheid. Dat zegt genoeg denk ik."

## Titels

### Professional[2]
- Mix Fight Championship
  - 2010 Mix Fight Gala 11 - KlasH tournament champion -72.5 kg

- World Full Contact Association
  - 2008-10 W.F.C.A. Thai-boxing world champion -69.85 kg (1 title defence)
  - 2006 K-1 MAX Netherlands 2006 runner up -70 kg
  - 2004-07 W.F.C.A. Thai-boxing European champion -69.85 kg
  - 2004-07 W.F.C.A. Thai-boxing Dutch champion -69.85 kg

- World Professional Kickboxing League
  - 2002-03 W.P.K.L. Thai-boxing Dutch champion -67 kg

- International Kickboxing Organization
  - 2001 I.K.B.O. Thai-boxing European champion -67 kg

### Amateur[2]
- 2005 W.A.K.O. World Championships in Agadir, Morocco  -71 kg (Thai-Boxing)
- 2005 W.M.F. World Championships  -70 kg (Muay Thai)
- 2003 W.M.F. World Championships  -67 kg (Muay Thai)